# Fleurusi csata (1794)
A fleurusi csata (1794. június 26.) a francia forradalom egyik csatája. A Jean-Baptiste Jourdan tábornok vezette francia csapatok győzelmet arattak a Coburg hercege által irányított osztrák seregen. A győzelem biztosította a Francia Köztársaság határait, Ausztria kénytelen volt kiüríteni Osztrák-Németalföldet, melyet francia csapatok szálltak meg.
A fleurusi csatában használtak először léghajót katonai célokra.